# Monoplius braunsi
Monoplius braunsi är en skalbaggsart som beskrevs av Lewis 1907. Monoplius braunsi ingår i släktet Monoplius och familjen stumpbaggar. Inga underarter finns listade i Catalogue of Life.